# Ariz (métro de Bilbao)
Pour les articles homonymes, voir Ariz.
Ariz est une station de la ligne 2 du métro de Bilbao. Elle est située dans le quartier Ariz du sur la commune de Basauri dans la province de Biscaye de la communauté autonome du Pays Basque, en Espagne.

## Situation sur le réseau
Établie en souterrain, la station Ariz est située sur la ligne 2 du métro de Bilbao, entre la station terminus sud-est Basauri, et la station Etxebarri, en direction du terminus nord-ouest Kabiezes.

Plan du métro de Bilbao.

## Histoire
La station Ariz est mise en service le 28 février 2011, lors de la mise en service du prolongement depuis Etxebarri. Elle devient une station de passage le 11 novembre 2011, lors de l'ouverture à l'exploitation du tronçon suivant jusqu'au nouveau terminus Basauri

## Services aux voyageurs

### Accès et accueil
Elle dispose de trois accès équipés d'escaliers mécaniques et d'ascenseurs.

### Desserte
Ariz est desservie par des rames de la ligne 2 du métro.